# Basovski saksofon
Basovski saksofon je največji in ima (poleg kontrabasovskega) najnižji ton v družini saksofonov. V orkestrih ga vidimo zelo redko. Njegova posebnost je dodatna tipka za ton A.